# Chrysopilus sauteri
Chrysopilus sauteri är en tvåvingeart som beskrevs av Mario Bezzi 1907. Chrysopilus sauteri ingår i släktet Chrysopilus och familjen snäppflugor.
Artens utbredningsområde är Taiwan. Inga underarter finns listade i Catalogue of Life.